# أل ميلر (مهندس)
أل ميلر (بالإنجليزية: Al Miller)‏ هو مهندس أمريكي، ولد في 28 أبريل 1907 في بونتياك في الولايات المتحدة، وتوفي في 18 أغسطس 1967.